# Borscht Belt
Koordinaten: 41° 41′ 11″ N, 74° 40′ 57″ W

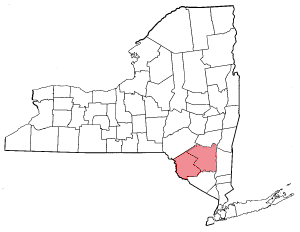
Karte des Bundesstaats New York mit hervorgehobenem Borscht Belt

Borscht Belt (deutsch: Borschtsch-Gürtel) ist ein umgangssprachlicher Begriff für die Feriengebiete von New Yorker Juden in den Catskill Mountains (Upstate New York) während der 1920er bis 1970er Jahre. Alternative Namen für diese Gegend waren Jiddische Alpen und Solomon County als Verballhornung von Sullivan County.

## Geschichte

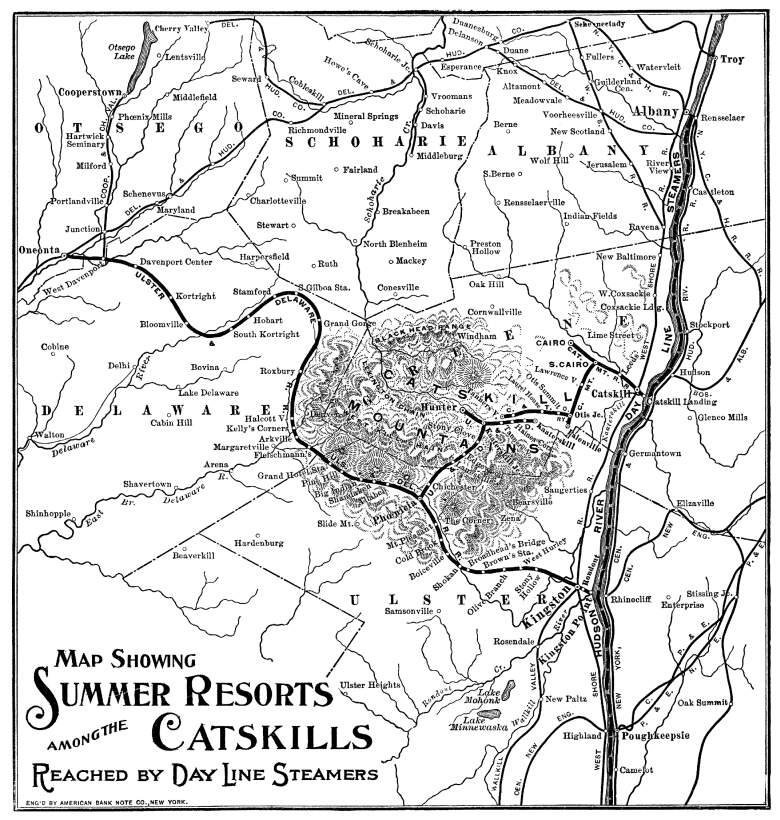
Sommerferienorte in den Catskills mit U&D-Eisenbahnnetz, ca. 1901

Nach dem Aufbau des Eisenbahnnetzes, insbesondere die Ontario and Western und die Ulster and Delaware Railroad, zog das Gebiet der Catskill Mountains wegen der Schönheit der Landschaft, die die Maler der amerikanischen Romantik beeindruckte, sowie der zunehmenden Beliebtheit des Fliegenfischens in den forellenreichen Bergflüssen im ausgehenden 19. Jahrhundert erste Reisegäste an.
Ab dem frühen 20. Jahrhundert entwickelte sich im Sullivan County sowie Teilen des benachbarten Ulster County der Borscht Belt als Touristenziel für jüdische New Yorker. Weil im New Yorker Umland viele Hotels jüdische Gäste ablehnten (diese Diskriminierung wurde erst durch die Bürgerrechtsreformen Mitte der 1960er-Jahre korrigiert) entwickelte sich in den südlichen Catskill Mountains ein Angebot speziell für diese Klientel inkl. koscheren Essens. Der Begriff Borscht Belt wurde vom Variety-Herausgeber Abel Green geprägt.
Die Borscht-Belt-Hotels, Bungalow-Siedlungen und Kuchaleyns (jiddisch für ‚Koch-allein‘, Zimmer mit Selbstversorgung in Gemeinschaftsküchen) wurden von jüdischen Emigranten aus Osteuropa sowie deren Kindern und Enkeln genutzt, die sich in New York City niedergelassen hatten und im heißen Hochsommer in den kühleren Bergen den Sommerurlaub verbrachten. Das von New York City ca. 150 km entfernte Feriengebiet wurde anfangs per Eisenbahn erreicht, später mit Bussen und per Auto – dann ca. 2 h Fahrt. Oft blieben Frauen mit ihren Kindern den ganzen Sommer und die Männer pendelten am Wochenende.

Speisesaal im Concord Hotel, Kiamesha Lake, 1978

Einige der Hotels waren ursprünglich Farmen immigrierter Juden vom Anfang des 20. Jahrhunderts, die sich zu Pensionen wandelten und dann zu Hotelkomplexen anwuchsen. Typisch war etwa das Overlook, das bis in die 1960er Jahre von der Familie Schrier in der Nähe von Bloomingburg betrieben wurde und während der Sommermonate Unterhaltung und Unterkunft in einem Hauptgebäude, einem Nebenhaus mit 5 Wohneinheiten und ca. 50 Bungalows bot. Bekannte Hotelanlagen waren Brickman’s, Brown’s, Concord Resort Hotel, Friar Tuck Inn, Grossinger’s, Granit, Kutsher’s Hotel and Country Club, Nevele Grand Hotel,  Raleigh Hotel, Shawanga Lodge, The Pines Resort und Windsor. Zu Hochzeiten bestanden über 500 Hotels und 50.000 Bungalows in der Region. Das All-inclusive-Konzept der Resorts wurde hier entwickelt, inklusive abendlicher Unterhaltungsshows für die Gäste.
Trotz des Straßenausbaus der New York State Route 17 zum Interstate Highway verlor die Gegend als Reiseziel ab den 1970ern an Bedeutung. Aufgrund des günstigen Luftverkehrs ist heute ein Aufenthalt in den Catskills für New Yorker genauso teuer wie eine Reise nach Hawaii oder in die Karibik. Zurück blieben verlassene oder zerfallende Touristikziele aus der Blütezeit des Borscht Belt.
Unter dem Titel Rise and Fall of the Borscht Belt wurde 1986 ein Dokumentarfilm von Peter Davis veröffentlicht.

## Trivia
Der Borscht-Belt wurde in Deutschland durch den Tanzfilm Dirty Dancing bekannt, der in der Blütezeit des Borscht Belt in einem gehobenen Resort spielt. Die Handlung wurde von den Erfahrungen der Drehbuchautorin Eleanor Bergstein inspiriert, die sie als Teenager im Feriensommer bei Grossinger's  erlebte.
Im selben Jahr, 1987, kam auch der Film Sommer unserer Träume (Sweet Lorraine im engl. Original) mit Maureen Stapleton in die Kinos, der im Heiden Hotel in South Fallsburg gedreht wurde. Das Hotel wurde im Mai 2008 durch ein Feuer zerstört, als es bereits keine Gäste mehr beherbergte.
Im Comicroman Maus – Die Geschichte eines Überlebenden verbringt Wladek, der Vater von Art Spiegelman, den Sommer in einer Bungalowsiedlung in den Catskills und besucht mit seinem Sohn das nahe gelegene The Pines Resort.
Die Tradition der Borscht-Belt-Unterhaltung führte zur Etablierung jüdisch-amerikanischen Humors im Mainstream.

Straßenplakat mit Jerry Lewis für Brown’s Hotel in Loch Sheldrake, 1977

Im Laufe der Zeit wurden viele Komiker und Schauspieler hier erstmals bekannt, beispielsweise
- Joey Adams
- Woody Allen
- Milton Berle
- Mel Brooks
- George Burns
- Lenny Bruce
- Red Buttons
- Rodney Dangerfield
- Danny Kaye
- Alan King
- Robert Klein
- Robert Merrill
- Jerry Lewis
- Don Rickles
- Jerry Seinfeld
- Allan Sherman

Das bekannteste Kulturereignis der Gegend war, wenngleich auch ohne Bezug zum Borscht-Belt, 1969 das Woodstock-Festival auf dem Gelände des jüdischen Farmers Max Yasgur in Bethel.

## Heute
Die Region ist heute Aufenthaltsort vieler orthodoxer New Yorker Stadt-Juden in ihren Ferienhäusern und Bungalowsiedlungen (darunter viele historische) während des Sommers sowie auch als Dauercamper. Es existiert sogar ein ganzjähriger Ableger des jüdisch-orthodoxen Ärztlichen Notdienstes Hatzalah.